# VTB United League Supercup 2024
De VTB United League Supercup 2024 was een basketbaltoernooi in Moskou dat op 11 september 2024 tot en met 14 september 2024 werd gehouden. De top 4 teams van het afgelopen seizoen in de VTB United League namen deel aan dit toernooi: Zenit Sint-Petersburg, CSKA Moskou, Lokomotiv-Koeban Krasnodar en UNICS Kazan plus 2 buitenlandse teams, één uit Turkije, Beşiktaş JK en één uit Servië, Rode Ster Belgrado. CSKA won het goud.

## Resultaten

### Voorronde
De voorronde bestond uit zes teams ingedeeld in twee groepen van drie. Elk team speelde een wedstrijd tegen een groepsgenoot.

#### Groep A
| Plaats | Team                       | Pnt | W | V | PV  | PT  | Verschil |
| ------ | -------------------------- | --- | - | - | --- | --- | -------- |
| 1      | CSKA Moskou                | 4   | 2 | 0 | 199 | 187 | +12      |
| 2      | Rode Ster Belgrado         | 3   | 1 | 1 | 178 | 170 | +8       |
| 3      | Lokomotiv-Koeban Krasnodar | 2   | 0 | 2 | 171 | 191 | -20      |

| 11 september 2024 | CSKA Moskou                | 105 - 95 | Lokomotiv-Koeban Krasnodar |
| 12 september 2024 | CSKA Moskou                | 94 - 92  | Rode Ster Belgrado         |
| 13 september 2024 | Lokomotiv-Koeban Krasnodar | 76 - 86  | Rode Ster Belgrado         |

#### Groep B
| Plaats | Team                  | Pnt | W | V | PV  | PT  | Verschil |
| ------ | --------------------- | --- | - | - | --- | --- | -------- |
| 1      | UNICS Kazan           | 4   | 2 | 0 | 175 | 141 | +34      |
| 2      | Zenit Sint-Petersburg | 3   | 1 | 1 | 155 | 158 | -3       |
| 3      | Beşiktaş JK           | 2   | 0 | 2 | 149 | 180 | -31      |

| 11 september 2024 | UNICS Kazan           | 97 - 69 | Beşiktaş JK           |
| 12 september 2024 | Zenit Sint-Petersburg | 83 - 80 | Beşiktaş JK           |
| 13 september 2024 | UNICS Kazan           | 78 - 72 | Zenit Sint-Petersburg |

### 5e/6e plaats
De nummers 3 van de twee groepen kwamen tegenover elkaar om de 5e / 6e plaats.
| 14 september 2024 | Lokomotiv-Koeban Krasnodar | 97 - 96 (OT) | Beşiktaş JK |

### Wedstrijd om bronzen medaille
De nummers 2 van de twee groepen kwamen tegenover elkaar om de 3e / 4e plaats.
| 14 september 2024 | Rode Ster Belgrado | 70 - 83 | Zenit Sint-Petersburg |

### Finale
De nummers 1 van de twee groepen kwamen tegenover elkaar om de 1e / 2e plaats.
| 14 september 2024 | CSKA Moskou | 87 - 72 | UNICS Kazan |

## Eindklassering
| #      | Land                       |
| ------ | -------------------------- |
| Goud   | CSKA Moskou                |
| Zilver | UNICS Kazan                |
| Brons  | Zenit Sint-Petersburg      |
| 4      | Rode Ster Belgrado         |
| 5      | Lokomotiv-Koeban Krasnodar |
| 6      | Beşiktaş JK                |

2021 · 2022 · 2023 · 2024